# بيرتون راسكو
بيرتون راسكو (بالإنجليزية: Burton Rascoe)‏ من رجال الصحافة والنقاد الأمريكيين، ولد 22 أكتوبر 1882م في مدينة فولتن Fulton وتوفي سنة 1957م في الولايات المتحدة الأمريكية، وكان أبوه ماتيو راسكو المتوفى سنة 1930م يعيش في كالورينا الشمالية حيث عمل سائسا لخيل رجل كانت له ابنة أحبت ماتيو وهربت معه، فأنكرها أهلها، ثم افتتح ماتيو بعد ذلك بارا عموميا ثم اشتغل في تجارة الخيل وسمساراً لبيع الأراضي، ولم يقسم لراسكو الطفل أن يلتحق بأية مدرسة لاضطراب حياة والده على تلك الصورة.

## روابط خارجية
- بيرتون راسكو على موقع إن إن دي بي (الإنجليزية)